# Thanksgiving (Héroes)
Thanksgiving es el décimo episodio de la cuarta temporada de la serie de televisión estadounidense Héroes. Se estrenó el 23 de noviembre del 2009 en la mayoría de los países, mientras que en Latinoamérica se estrenó el 23 de marzo del 2010.

## Trama
El episodio comienza en el carnaval con Hiro y Samuel, los cuales llevan una conversación en la que Samuel se niega a darle fácilmente el paradero de la desaparecida Charlie, ocasionando que Hiro se enfade y se vea obligado una vez más a obedecer a Samuel.   
Durante la preparación de la cena, Hiro comienza a conversar con Lydia y le habla sobre Charlie, hasta que Lydia se enfada al enterarse de que Samuel mantiene a Hiro contra su voluntad. Posteriormente lleva a Hiro hacia su remolque, en donde cambia de personalidad repentinamente. Hiro cree que está tratando de seducirlo y Lydia explica que intenta usar sus poderes para averiguar qué fue lo que le paso a Joseph, por lo que necesita estar cerca de alguien para poner sus poderes en marcha. Hiro accede y le regresa su mano. Lydia ve cosas acerca de Hiro y eventualmente le pide que la lleve al pasado, específicamente en el momento en el que Joseph murió. Hiro hace lo que Ludia le pidió y ambos ven a Samuel argumentar con Joseph, justo después de que Mohinder se retirara. Joseph se ve con Samuel durante la noche en un campo mientras Lydia y Hiro los observan sigilosamente.
Durante la conversación, Joseph le menciona a Samuel la verdad acerca de sus poderes, y posteriormente le revela que ha delatado a Samuel con un hombre del gobierno. Hiro le advierte a Lydia sobre las consecuencias de sus acciones y ven a Samuel matar a Joseph. Apenas Samuel los descubre, Hiro se teletransporta junto a Lydia. 
De regreso al presente, Hiro le advierte a Lydia de que nadie debe saber que regresaron al pasado juntos, porque, de lo contrario, perdería a Charlie. Samuel le pregunta a Hiro dónde estuvo y Hiro le explica que se perdió. Más tarde, durante la cena, Hiro se rehúsa a regresar debido a las acusaciones de Edgar, aunque sea capaz de congelar el tiempo segundos antes de que Samuel lo asesine. Hiro habla con Edgar acerca de la venganza y le comenta que derrotará a Samuel. Edgar escapa y Samuel le comenta a Hiro que sabe que ayudó a Edgar. Pero Hiro, firme y armado de valor, lo reta alegando que es lo suficientemente poderoso como para detenerlo. Sin embargo, Samuel sonríe y le ordena a Damian a utilizar sus poderes contra Hiro, ocasionando que este se desmaye y desaparezca, después de recitar toda una serie de palabras sin sentido (similares a las viñetas de una historieta). 
Es el día de gracias; mientras tanto, en Washington, Noah, en un intento de no contemplar a su mujer junto a otro hombre, persuade a Claire para que los acompañe durante la cena de acción de gracias, a pesar de la melancolía que Claire sufría por la desaparición de Gretchen. Una vez que los Bennet se reúnen para la cena, Claire siente la atmósfera un tanto incómoda debido, en gran parte, a la oportunidad que Samuel le ofreció, y por las nuevas e inusuales parejas de sus padres, ocasionando que Claire se corte en un intento de dejar la cena. Eventualmente, Claire descubre impresionada una invitada sorpresa: Gretchen, la cual se disculpa con Claire por su extremada paranoia, y terminan reconciliándose. Cuando la cena de la familia Bennet está por concluir, Claire decide visitar el carnaval personalmente junto con Gretchen, a espaldas de su propio padre y limpiando su camino al robar la brújula. 
En alguna otra parte de Washington, Peter y el desorientado Sylar, quien continúa creyéndose Nathan, confrontan a Angela, dispuestos a saber lo que sucedió el día en que Nathan murió. Ángela, al verse acorralada, se ve obligada a comentarles a los dos que en medio de un afán de no confrontar la muerte definitiva de su hijo, esta se limitó a resucitarlo con la ayuda de Matt mediante un método bastante inmoral, aunque eso significaba sacrificar la conciencia y apariencia de Sylar. Nathan, impresionando por semejantes revelaciones y completamente furioso, comienza a electrocutarse, consiguiendo que Sylar adquiera el control de su cuerpo de nuevo. Sylar, de regreso en su cuerpo y tras conocer a los responsables de su mal, intenta asesinar a Angela, hasta que es detenido por una pequeña parte de la conciencia de Nathan, que por otra parte está dispuesto a salvar a su familia. Finalmente consigue inhibir la sádica y cruel personalidad de Sylar y escapar del lugar. Al final del capítulo, Peter atiende la herida de su madre y le dice que quiere salvar a Nathan.